# Пономарёва, Людмила Ивановна
Людмила Ивановна Пономарёва (22 декабря 1901; Оренбург, Российская империя — ?) — советский архитектор, член Союза архитекторов СССР.

## Биография
Людмила Ивановна Пономарёва родилась 22 декабря 1901 года в Оренбурге в семье железнодорожного служащего.
Получив среднее образование в 1921 году приехала в Москву, где поступила на архитектурный факультет Московского высшего технического училища и окончила его в 1927 году.
С 1928 по 1938 годы работала архитектором в проектных организациях Москвы.
В этот период создала архитектурные проекты, которые неоднократно награждались премиями на всесоюзных конкурсах.
В 1932 году её муж, инженер-механик, был арестован органами НКВД.
Перед арестом в 1938 году работала в Архитектурно-проектной мастерской «Физкультпроект».
Арестована органами НКВД как член семьи репрессированного и в 1938 году отправлена в Джезказганский исправительно-трудовой лагерь в Казахстане. Здесь до января 1944 года работала инженером-архитектором в проектном отделе Джезказганского мелькомбината.
В январе 1945 года Людмила  Пономарёва обратилась с письмом во Владимирский горисполком, где просила предоставить ей работу во Владимире. 5 марта главный архитектор Владимира А. В. Столетов отправил на Джезказганский мелькомбинат письмо Л. И. Пономарёвой, в котором дал согласие на её переезд во Владимир и трудоустройство по специальности.
4 июля 1945 года решением Владимирского облисполкома была создана Владимирская научно-реставрационная мастерская и её главным архитектором стал А. В. Столетов. В ноябре 1946 года Людмила Ивановна Пономарёва приехала во Владимир и была принята на работу в Научно-реставрационную мастерскую при Управлении главного архитектора города, получив должность архитектора-проектировщика.
В годы работы во Владимире занималась проектированием зданий различного назначения самостоятельно или в соавторстве. Как специалист высокой квалификации привлекалась к экспертизе архитектурных проектов других авторов. В составе группы специалистов участвовала в экспертизе Генерального плана города Владимира, созданного в 1947 году.
В процессе работы тесно общалась с архитекторами Л. Г. Зотовым, Я. Г. Ревякиным, А. В. Покровским, В. И. Грибовым, В. Г. Аврутским.
В 1950 году стала членом Союза архитекторов СССР.
В этом же году был утвержден проект двухквартирного дома №29а по улице Сакко и Ванцетти, в котором до своего отъезда в Москву жила Людмила Пономарёва. Здание не сохранилось.
В 1952 году Л. И. Пономарёва  утверждена членом Городской архитектурной комиссии.
В дальнейшем работала в конторе «Облпроекта», позднее одновременно выполняла работы для Проектно-сметного бюро городского жилищного отдела, была секретарем Экспертно-технического отдела при главном инженере «Облпроекта».
В 1961 году  Л. И. Пономарёва оставила работу во Владимире и переехала в Москву.

## Творчество
Проектировала застройку одно- и двухэтажными домами в жилом квартале завода «Автоприбор» между улицами Полины Осипенко, Кооперативной (сейчас улица Фейгина), Северной, 1-й Пионерской, а также в районе улиц Ямской, Разина, Парижской Коммуны.
Работы сопровождались обязательной разработкой фасадов зданий по основным улицам проектируемых территорий. На площадке восточнее нынешней улицы Чайковского и севернее улицы Ново-Ямской формировались особой формы кварталы небольших жилых домиков коттеджного типа. Часть из них Л. И. Пономарёва проектировала совместно с архитектором В. Г. Аврутским.
В составе бригады проектировщиков под руководством архитектора Л. Г. Зотова Л. И. Пономарёва участвовала в завершении работ по стадиону «Торпедо». Ею выполнен проект застройки и благоустройства парков города.
С 1949 года Пономарёва занимается проектированием многоэжтажных зданий города, часть из которых сохранились до нашего времени.
В 1953—1958 годах осуществляет проектирование и строительство большинства деревянных беседок и павильончиков в Центральном городском парке культуры и отдыха (утрачены).
В марте 1956 года Управлением капитального строительства Министерства здравоохранения РСФСР одобрен типовой проект больницы на 400 коек в загородном районе Владимира, созданный Л. И. Пономарёвой. Строительство начато в 1957 году, а затем прекращено во второй половине 1960 года из-за отсутствия финансирования. Строительство больницы продолжено в 1963 году, когда Л. И. Пономарёвой уже не было в городе.

## Работы

### Витебск
1932 — Клуб металлистов в соавторстве с А. Я. Васильевым. Улица Энгельса, 2. Продан частному инвестору, идет реконструкция. Не входит в перечень памятников архитектуры.

### Коломна
1934 — Банно-прачечный комбинат в соавторстве с А. Я. 
Васильевым. Улица Уманская, 1.

### Владимир[5]
1947 — Проекты благоустройства улицы Фрунзе (современная имени Диктора Левитана), Спортивного переулка, Первомайского сквера (ныне Никитский) и сквера напротив пехотного училища (сейчас не существует).
1949 — Реконструкция Торговых рядов (Гостинный двор) ХѴIII века. 
Конец 1940-х — начало 1950-х — В составе бригады проектировщиков под руководством архитектора Л. Г. Зотова  осуществляла работы по стадиону «Торпедо». По авторскому эскизу выполнена ограда Парка имени А. С.  Пушкина над Муромским спуском. Для Парка Липки сделан проект летнего читального павильона, который построен. Выполнен общегородской проект застройки и благоустройства парков.
1949—1953 — Проектирование одноэтажной жилой застройки для работников завода «Автоприбор», территория между улицами Полины Осипенко, Кооперативной (сейчас улица Фейгина), Северной, 1-й Пионерской. Проектирование зданий коттеджного типа в районе улиц Ямской, Разина, Парижской Коммуны. Ряд проектов выполнены в соавторстве с архитектором В. Г. Аврутским. Застройка позже частично уничтожена в результате перепланировки города.
1950 — Проект двухквартирного дома, в котором затем до своего отъезда в Москву жила Л. И. Пономарёва. Улица Сакко и Ванцетти, 29а. Не сохранился.
1953—1958 —  Проектирование и строительство деревянных беседок и павильончиков в Центральном городском парке культуры и отдыха. Не сохранились.
1953 — Жилой дом с продовольственным магазином, почтой. телеграфом и наблюдательным пунктом местной противовоздушной обороны в соавторстве с архитектором А. В. Покровским. Улица Большая Нижегородская, 50.
Середина 1950-х — 46-квартирный жилой дом с магазином, чайной и детским учреждением. Проспект Ленина, 3.
1958 — 48-квартирный жилой дом с детской поликлиникой на первом этаже. Улица Студёная Гора, 7.
Конец 1950-х — Здание Районного комитета КПСС Промышленного района в соавторстве с архитекторами 
А. М. Гусаровым и В. Г. Аврутским. Улица Горького, 59а.
Конец 1950-х (?) — Павильон «Пчеловодство». Улица Луначарского, 126. Перестроен.
1963 — Комплекс зданий областной клинической больницы на 400 коек в пригороде Владимира. Судогодское шоссе, 41. Проект частично переработан после отъезда Пономарёвой.
1964 — Здание областной научной библиотеки имени М. Горького. Улица Дзержинского, 3. Фасад переработан по эскизам архитектора Б. Ф. Холуева, изменены интерьеры. 
Дом партийного просвещения на проспекте имени Сталина (ныне Октябрьский проспект) построенный в середине 1950-х годов ошибочно приписывают авторству Л. И. Пономарёвой.